# فرودگاه گالبارگا
فرودگاه گالبارگا (به انگلیسی: Gulbarga Airport) (به زبان بومی: ಗುಲ್ಬರ್ಗ ವಿಮಾನ ನಿಲ್ದಾಣ) یک فرودگاه خصوصی است که یک باند فرود آسفالت دارد و طول باند آن ۱۹۰۰ متر است. این فرودگاه در شهر گلبرگه کشور هند قرار دارد .